# Conne-de-Labarde
Conne-de-Labarde è un comune francese di 235 abitanti situato nel dipartimento della Dordogna nella regione della Nuova Aquitania.

## Società

### Evoluzione demografica
Abitanti censiti